# Waigeo-Tüpfelkuskus
Der Waigeo-Tüpfelkuskus (Spilocuscus papuensis) ist ein Beuteltier aus der Familie der Kletterbeutler (Phalangeridae), der auf den Raja-Ampat-Inseln Waigeo und Gam sowie auch auf Batanta, nordwestlich von Neuguinea endemisch vorkommt.

## Merkmale
Der Waigeo-Tüpfelkuskus erreicht eine Kopfrumpflänge von 47 bis 57 cm, hat einen 47 bis 55,5 cm langen Greifschwanz und erreicht ein Gewicht von etwa 2,6 kg. Die Tiere sind damit kleiner als die Tüpfelkuskusarten vom neuguineischen Festland aber größer, vor allem ihr Kopf, als andere Inselformen. Die Grundfärbung des Waigeo-Tüpfelkuskus ist schmutzig cremeweiß. Im Unterschied zu anderen Tüpfelkuskusarten sind beim Waigeo-Tüpfelkuskus beide Geschlechter auf Rücken, Kopf und den Außenseiten der Gliedmaßen gesprenkelt. Die Flecken sind dunkelbraun bis schwärzlich. Die Flecken der Männchen sind größer und kontrastieren mehr mit der Grundfärbung. Die Iris kann rötlich, hellbraun, haselnussfarben oder dunkelbraun sein. Die oberen Prämolaren sind groß und schmal, die Molaren sind relativ klein. Ausgewachsenen Tieren fehlt in der Regel der zweite obere Prämolar.

## Lebensraum und Lebensweise
Der Waigeo-Tüpfelkuskus kommt in primären und sekundären tropischen, feuchten Wäldern vor. Über seine Lebensweise ist bisher kaum etwas bekannt. Er soll sowohl am Tag als auch in der Nacht aktiv sein und die Weibchen gebären ein einzelnes Jungtier.

## Gefährdung
Die IUCN schätzt den Bestand des Waigeo-Tüpfelkuskus als gefährdet (Vulnerable) ein. Grund ist das relativ kleine Verbreitungsgebiet und die potentielle Bedrohung durch Abholzungen und die Jagd durch den Menschen.

## Belege
1. 1 2 3 4  Kristofer Helgen & Stephen Jackson: Family Phalangeridae (Cuscuses, Brush-tailed Possums and Scaly-tailed Possum). In: Don E. Wilson, Russell A. Mittermeier: Handbook of the Mammals of the World – Volume 5. Monotremes and Marsupials. Lynx Editions, 2015, ISBN 978-84-96553-99-6, S. 495.